# Harry Corner
Pour les articles homonymes, voir Corner.
Harry Richard Corner, né le 9 juillet 1874 à Taunton (Angleterre) et mort le 7 juillet 1938 à Cardiff (Pays de Galles), est un joueur britannique de cricket. 

## Biographie
Harry Corner participe à l'unique match de cricket aux Jeux olympiques en 1900 à Paris, après avoir été appelé à la dernière minute. La Grande-Bretagne bat la France par 158 courses et remporte donc la médaille d'or.